# Абдул Азис
Абдул Азис (османски турски: عبد العزيز; на турски: I. Abdülaziz) е 32-рият султан на Османската империя от 25 юни 1861 до 30 май 1876 година, когато е свален с държавен преврат. Роден в двореца Ейюп, Константинопол (днешен Истанбул), на 8 февруари 1830 г., Абдул Азис получава османско образование, но въпреки това е пламенен почитател на материалния напредък, постигнат на Запад. Той е първият османски султан, който пътува до Западна Европа, посещавайки редица важни европейски столици, включително Париж, Лондон и Виена през лятото на 1867 година.
Освен страстта си към османския флот, който е бил третия по големина флот в света през 1875 г. (след британския и френския флот), султанът се интересува от документирането на Османската империя. Интересува се и от литература и е талантлив композитор на класическа музика. Някои от композициите му, заедно с тези на останалите членове на османската династия, са събрани в албума „Европейска музика в османския двор“ в Лондонската академия за османска придворна музика. Той е свален от власт на 30 май 1876 г. поради лошо управление на османската икономика и е намерен мъртъв шест дни по-късно при мистериозни обстоятелства.

## Произход
Син е на султан Махмуд II и Пертевниял валиде султан. Брат е на Абдул Меджид I. През 1857 г., още преди да се възкачи на трона, му се ражда син – Юсуф Изеддин. Неговата баба и дядо по бащина линия са султан Абдул Хамид I и Накшидил валиде султан.

## Ранен живот
През 1868 г. майка му Пертевнял пребивава в двореца Долмабахче. Същата година Абдул Азис завел на гости Евгения де Монтихо, императрица на Франция, за да види майка си. Пертевнял смятала присъствието на чужденка в личните ѝ помещения на сарая за обида. Съобщава се, че тя е ударила Евгения по лицето, което почти е причинило международен инцидент. Според друг разказ, Пертевнял била възмутена от напредничавостта на Евгения да вземе ръката на един от синовете ѝ, докато той обикалял дворцовата градина, и тя ударила на императрицата шамар по корема като вероятно по-фино намерено напомняне, че те не са във Франция.
Султанската джамия Пертевнял Валиде е построена под патронажа на майка му. Строителните работи започват през ноември 1869 г., а джамията е завършена през 1871 г.

## Управление
Наследява брат си Абдул Меджид на 25 юни 1861. През 1867 г. предприема пътуване до Великобритания, Франция и Австро-Унгария, през 1869 г. присъства на откриването на Суецкия канал. Привърженик е на танзимата, по-късно провежда реакционна политика.
През неговото управление е разрешен българският църковен въпрос (1870), но вътрешното и международното положение на Турция се влошават. Жестоко потушава въстанието в Босна и Херцеговина и Априлското въстание в България през 1875 – 1876 г. През май 1875 г. Абдул Азис обявява финансовия банкрут на Османската империя. Това е една от причините да бъде детрониран от Младотурската партия през 1876. Свален е с преврат на либералните кръгове. Детрониран е на 30 май 1876 г. заради неуспехи в управлението, Априлското въстание и убийството на консулите в Солун. На трона го наследява племенникът му Мурад V – обявен за луд и детрониран няколко месеца по-късно.
Самоубива се или е убит 6 дни след детронирането, на 4 юни 1876 година.

## Деца
1. от Дюрюнев:
- Юсуф Изеддин (1857 – 1916)
- Салиха (1862 – 1941)

2 . от Едадил:
- Махмуд Джелаледин (1862 – 1888)
- Мехмед Селим (1866 – 1867)
- Амина (1866 – 1867)

3. от Хайранидил:
- халиф Абдул Меджид II (1868 – 1944)
- Назиме (1866 – 1947)

4. от Несрин:
- Мехмед Шевкет (1872 – 1899)
- Амина (1874 – 1920)

5. от Гевхери:
- Мехмед Сайфедин (1874 – 1927)
- Есма (1873 – 1899)

6. от неизвестна майка:
- Фатма
- Мюнире